# Proutiella jordani
Proutiella jordani là một loài bướm đêm thuộc họ Notodontidae.